# Atac d'onada humana

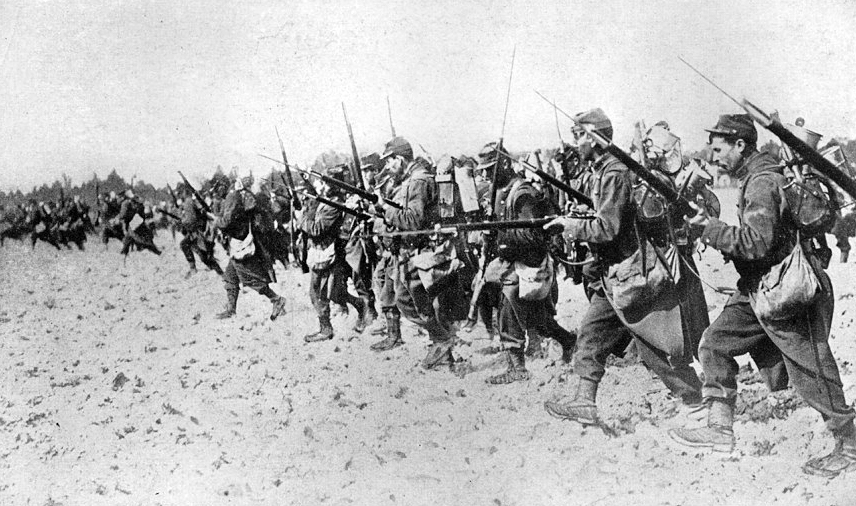
La infanteria francesa carregant en 1913

L'atac de l'onada humana és una tàctica d'infanteria ofensiva en la qual un atacant duu a terme un assalt frontal sense protecció amb formacions d'infanteria densament concentrades contra la línia enemiga, amb la intenció de sobrepassar i aclaparar als defensors entaulant un combat cos a cos. El nom es refereix al concepte d'una massa coordinada de soldats que cauen sobre una força enemiga i l'arrosseguen amb un pes i un impuls enormes, com una ona marina que trenca en una platja.
Els atacs de l'onada humana han estat utilitzats per diverses forces armades de tot el món, inclosos els exèrcits europeus i americans durant la Guerra Civil Americana i la Primera Guerra Mundial, l'Exèrcit Popular d'Alliberament de la Xina durant la Guerra de Corea, els insurgents vietnamites durant les Guerres d'Indoxina, i els Basij iranians durant la Guerra Iran-Iraq.